# Johann August Ephraim Goeze
Johann August Ephraim Goeze (Aschersleben, 28 mei 1731 – Quedlinburg, 27 juni 1793) was een Duits zoöloog.
Hij was de zoon van Johann Heinrich en Catharina Margarete Kirchhoff. Hij studeerde theologie aan de Universiteit van Halle. Hij trouwde met Maria Leopoldine Keller in 1770, met wie hij vier kinderen kreeg. In 1751 werd hij predikant in Aschersleben en Quedlinburg. In 1793 stierf hij in Quedlinburg.
Hij deed veel werk met in het water levende ongewervelden, met name insecten en wormen. In 1773 was hij de eerste die beerdiertjes (Tardigrada) wetenschappelijk beschreef.

## Geselecteerde werken
- Goeze, J.A.E., 1776. Verzeichnisse der Namen von Insecten und Wurmern, welche in dem Rosel, Kleemann und De Geer vorkommen. Naturforscher 9: 61-78 [1776], 81-85.
- met Charles De Geer Abhandlungen zur Geschichte der Insekten. Aus dem Französischen übersetzt und mit Anmerkungen hrsg. von Johann August Ephraim Goeze. Leipzig: J.C. Müller, 1776-1783.
- Goeze, J.A.E., 1782. Des Herrn Baron Karl Degeer Koniglichen Hofmarschalls .... Abhandlungen zur Geschichte der Insekten aus dem Franzosischen ubersetzt und mit Anmerkungen herausgegeben. Volume 6. Raspe, Nürnberg.
- Goeze, J.A.E., 1783. Entomologische Beyträge zu des Ritter Linné zwölften Ausgabe des Natursystems. Dritten Theiles vierter Band. - p. I-XX, 1-178. Leipzig. (Weidmanns Erben und Reich).

- Bibliothèque nationale de France: cb13482353t (data)
- Gemeinsame Normdatei: 116745509
- International Standard Name Identifier: 0000 0000 6654 3586
- Library of Congress Control Number: n82208081
- Nationale Bibliotheek van Tsjechië: pna2007370872
- Nationale Bibliotheek van Israël: 987007261702705171
- Nationale Bibliotheek van Polen: a0000003775315
- Nederlandse Thesaurus van Auteursnamen: 07194933X
- Istituto Centrale per il Catalogo Unico: UFIV084170
- LIBRIS: 240137
- Système universitaire de documentation: 086033204
- Virtual International Authority File: 41991931
- WorldCat: E39PBJxhkxFp73VtdDBVKbxRrq